# Дълбок печат
Дълбок печат е метод на печатане, при който мастилото се задържа във вдлъбнатините на отпечатващото тяло, за да бъде нанесено върху хартията. При дълбокия печат печатните елементи са вдлъбнати. Той е специфична печатарска техника, която се използва предимно за отпечатване на гравюри. Самата печатна плака (матрица) може да бъде подготвена за печат с помощта на различни техники - суха игла, офорт, акватинта и др. След като матрицата е готова, върху нея се нанася печатарско мастило, и повърхността се почиства така, че мастилото остава само във вдлъбнатините на печатната форма. Отпечатъците се тиражират с помощта на печатарска преса върху навлажнена хартия.